# IX級潛艇
IX級潛艇納粹德國在第二次世界大戰期間建造的遠洋柴電潛艇，這是和VII級潛艇是同時期的產品，但IX級潛艇更大，耐海性更佳，載燃料也更多從而可以去得更遠，IX級潛艇在第二次世界大戰期間曾遠征美國領海，印度洋和太平洋，IX級潛艇是由I級潛艇改良而來，不同於I級潛艇祇建造兩艘，IX級潛艇總共建造了200多艘，和VII級潛艇一樣是納粹德國海軍的主力潛艇，和VII級的單艇殼相比，IX級採用了雙艇殼，其水箱全都在雙殼結構之內，部份油箱也可設在外殼和壓力殼之間，不過和VII級相比IX級下潛時間要更慢一些。

## IX-A型
- 艇長:76.5米

- 艇闊:6.51米

- 水面排水量:1032噸

- 水下排水量:1153噸

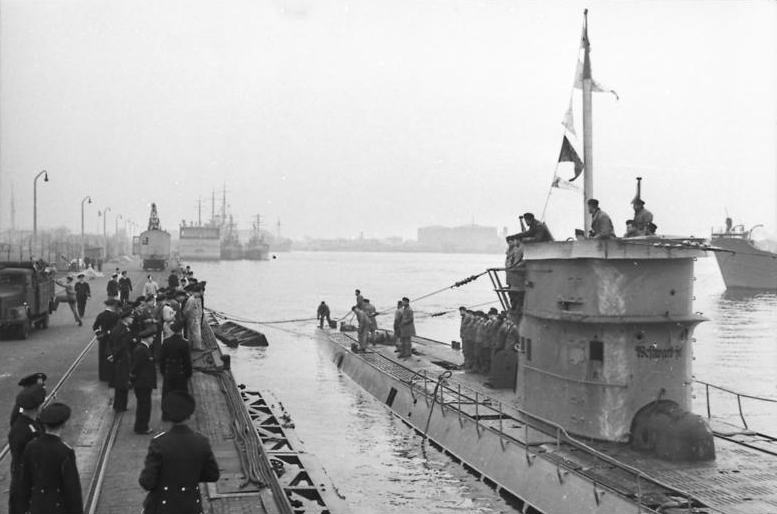
U9A潛艇

- 最快時速:18.2節(水面)，7.7節(水下)

- 動力:兩個總功率4400匹馬力柴油發動機(水面)，兩個總功率1100匹馬力電動機(水下)

- 燃料量:154噸

- 最大航程:以10節航行10500海里(水面)，以4節航行78海里(水下)

- 武裝:22枚魚雷(艇首四個魚雷管，艇尾兩個)，1門105毫米口徑艦炮加1門20毫米防空機炮

- 乘員:48人

IX級初期型

## IX-B型
- 艇長:76.5米

- 艇闊:6.76米

- 水面排水量:1051噸

- 水下排水量:1178噸

- 最快時速:18.2節(水面)，7.7節(水下)

- 動力:兩個總功率4400匹馬力柴油發動機(水面)，兩個總功率1100匹馬力電動機(水下)

- 燃料量:165噸

- 最大航程:以10節航行12000海里(水面)，以4節航行63海里(水下)

- 武裝:22枚魚雷(艇首四個魚雷管，艇尾兩個)，1門105毫米口徑艦炮加1門20毫米防空機炮

- 乘員:48人

U9A的改良型，艇身被加闊從而可載更多燃料，延長水面航程，艦炮移近指揮塔

## IX-C型
- 艇長:76.7米

- 艇闊:6.76米

- 水面排水量:1120噸

- 水下排水量:1232噸

- 最快時速:18.2節(水面)，7.7節(水下)

- 動力:兩個總功率4400匹馬力柴油發動機(水面)，兩個總功率1100匹馬力電動機(水下)

- 燃料量:208噸

- 最大航程:以10節航行13450海里(水面)，以4節航行128海里(水下)

- 武裝:22枚魚雷(艇首四個魚雷管，艇尾兩個)，1門105毫米口徑炮加1門20毫米防空機炮

- 乘員:48人

設計上更充份利用艇殼空間以進一步增加燃料量。U-505号被保存在芝加哥科学工业博物馆并在2005年进行了翻新。U-511号被交给日本海军成了呂号第五〇〇潜水艦。

## IX-C/40型
- 艇長:76.7米

- 艇闊:6.86米

- 水面排水量:1144噸

- 水下排水量:1247噸

- 最快時速:18.2節(水面)，7.7節(水下)

- 動力:兩個總功率4400匹馬力柴油發動機(水面)，兩個總功率1100匹馬力電動機(水下)

- 燃料量:214噸

- 最大航程:以10節航行13850海里(水面)，以4節航行63海里(水下)

- 武裝:22枚魚雷(艇首四個魚雷管，艇尾兩個)，1門105毫米口徑炮加1門20毫米防空機炮

- 乘員:49人

U9C的細部改良型，艇身進一步加闊以再增加燃料量，乘員加多1人。U-534号现保存在伍德塞德费里机场。

## IX-D型
- 艇長:87.5米

- 艇闊:7.5米

- 水面排水量:1616噸

- 水下排水量:1804噸

- 最快時速:19.2節(水面)，6.9節(水下)

- 動力:兩個總功率4400匹馬力柴油發動機(水面)，兩個總功率1100匹馬力電動機(水下)

- 燃料量:208噸

- 最大航程:以10節航行31500海里(水面)，以4節航行57海里(水下)

- 武裝:22枚魚雷(艇首四個魚雷管，艇尾兩個)，1門37毫米防空機炮和1門20毫米防空機炮

- 乘員:56人

加大電動機馬力從而增加水下速度，移除艦炮增設防空機炮，其中有兩艘UIX-D1(U-180 U-195)是加油潛艇，取消了魚雷武裝，多載252噸燃料，装有六台戴姆勒奔驰的总马力9000的MB501柴油机。

## 實戰
1940年開始IX級在南大西洋攻擊同盟國貨船，1941年後進入美國領海攻擊運送援英物資的美國貨船，1942年後去得更遠，有25艘被派往印度洋，另外9艘去太平洋和日本海軍一起作戰，在二次大戰期間有5艘IX級改為加入日本海軍，分別是U181，U195，U862，U511和U1224
IX級最有名的戰例是在1942年9月12日，U156擊沉一艘英國貨船拉可尼亞號，但原來船上除了930名乘客外還載有1800名意大利戰俘，U156救助受難者時受到盟軍反潛機攻擊，這件事令德國海軍潛艇部隊司令鄧尼茨下令以後停止進行海上人道救援
除了攻擊同盟國貨船，IX級也有擊沉軍艦，例如U155擊沉了英國護衛航空母艦復仇者號，U124擊沉英國巡洋艦度奈丁號等，1943年後IX級開始加裝通氣管以便在水下用柴油發動機航行，到了1944年IX級的建造停止，改為建造XXI級潛艇，二次大戰後有一艘U-1231被蘇軍接收，後下落不明。

## 使用國家
- 德意志國
- 日本
- 苏联